# Benedict Randhartinger
Benedict Randhartinger (né le 27 juillet 1802 à Ruprechtshofen – mort le 23 décembre 1893 à Vienne) est un compositeur et chanteur autrichien. Il a notamment composé des lieder.